# Зграда Мале школе у Коцељеви
Зграда Мале школе у Коцељеви подигнута је 1871. године. Представља непокретно културно добро као споменик културе од великог значаја.

## Историјат
Зграда Мале школе у Коцељеви подигнута од чврстог материјала, на месту шеперуше у којој је била смештена општина и у мањој просторији учионица. Прва школска зграда у Коцељеви названа је мала школа да би се разликовала од пространије зграде велике школе сазидане уз њу 1901. године. Књижевник Јанко Веселиновић био је учитељ у малој школи од 1871. до 1888. године. Од 1901. до 1951. године мала школа је коришћена за смештај учитеља. Године 1914. и 1915. школа је коришћена као прихватилиште за рањенике, а током аустроугарске окупације 1915-1918. године служила је за војне потребе.
Мала школа је током Другог светског рата оштећена од немачког бомбардовања, као и оближња велика школа и црква. После 1951. године и градње савремене школске зграде, у зграду школе је смештен „Раднички Универзитет Коцељева”. После низа промена намена од 2003. године у згради је смештена збирка завичајног музеја у саставу библиотеке „Јанко Веселиновић”, смештене у згради велике школе.

## Изглед Мале школе
Зграда Мале школе се налази на регулационој линији улице и са зградом велике школе и цркве спада у најстарије сачуване објекте у Коцељеви, чинећи њен урбанистички центар. Школа је приземна грађевина, издужене правоугаоне основе са четвороводним стрмим кровом покривеним бибер црепом. Централно постављен главни улаз води у пространо предворје из кога се улази у остале четири просторије и помоћни простор. Улична фасада је симетрично решена са централним ризалитом у кровном делу завршеним степенастом атиком. Поред улаза са сваке стране је по један прозорски отвор, а на угловима уличне фасаде груписана су по два прозорска отвора. На малтерисаним и окреченим у бело фасадама нема малтерске пластике.